# Cotswolds

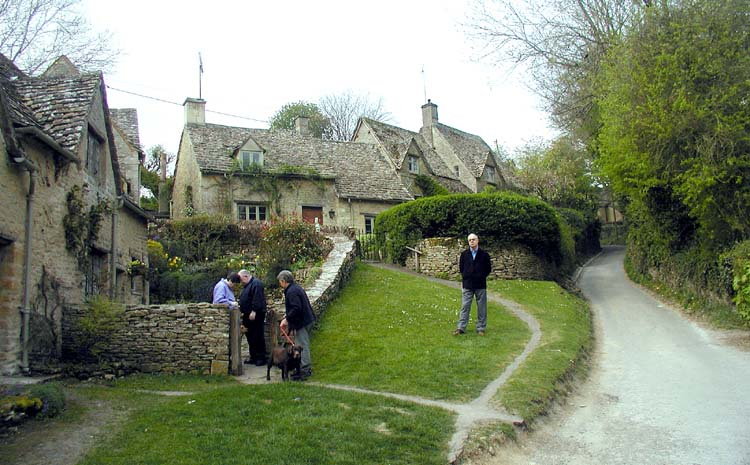
Bibury – jedna z wiosek w Cotswolds

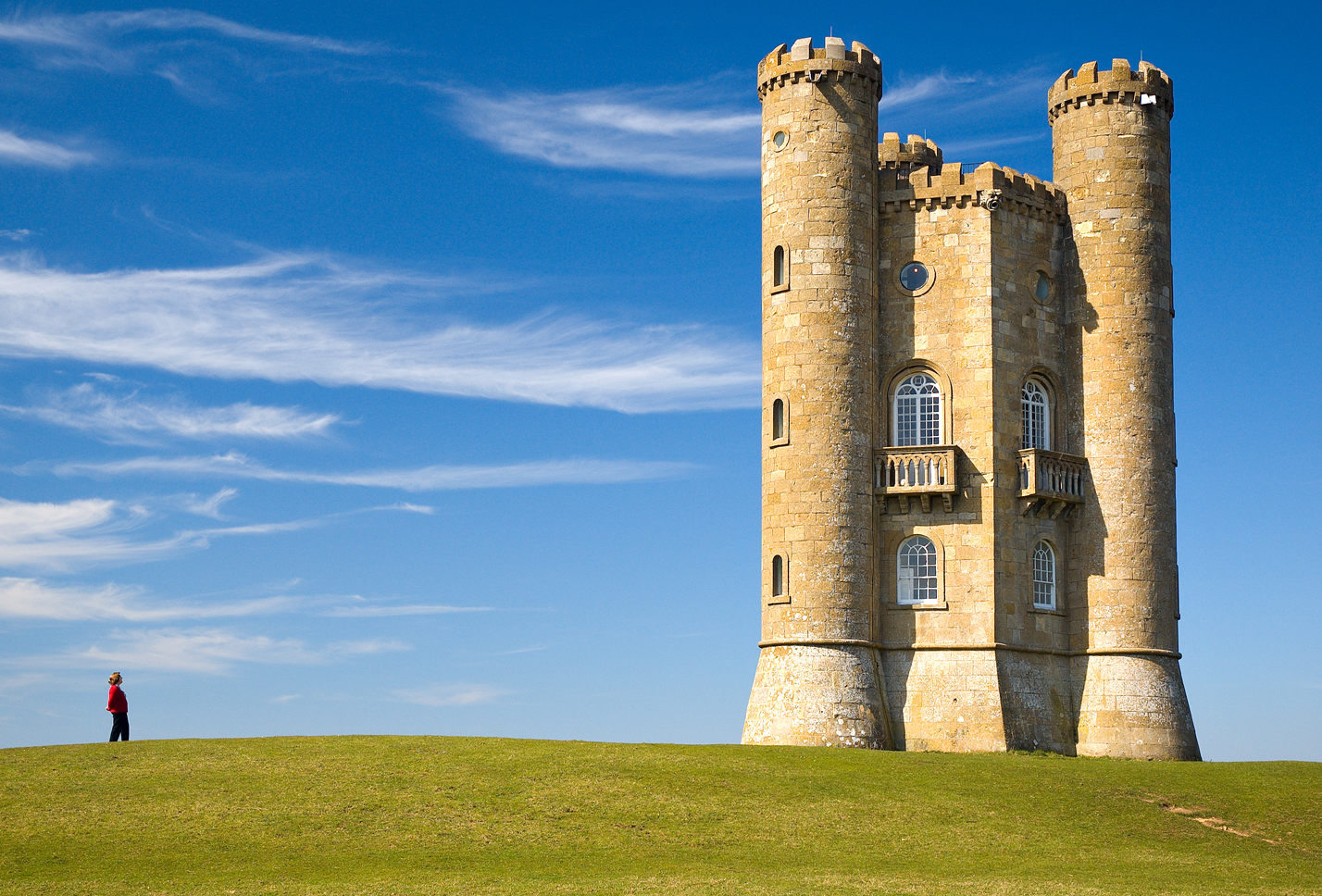
Broadway Tower – wieża znajdująca się na drugim co do wysokości wzniesieniu w paśmie wzgórz Cotswolds

Cotswolds (także Cotswold Hills) – pasmo wzgórz wapiennych w południowo-środkowej Anglii o długości 145 km i szerokości 40 km. Najwyższe wzniesienie Cleeve Hill ma 330 metrów wysokości. We wzgórzach Cotswolds swój obszar źródłowy ma rzeka Tamiza. Wzgórza są działem wód między dorzeczami rzek Severn i Tamizy. Rejon wykorzystywany do wydobywania wapieni, liczne kamieniołomy. Ruiny opactwa Hailes Abbey wzniesionego w 1246 roku. Wzgórza słyną z hodowli owiec. Na terenie Cotswolds odnajdywane są liczne ślady kultury megalitycznej. Terytorium 2038 km² objęte jest strefą krajobrazu chronionego Area of Outstanding Natural Beauty. 

## Położenie
Wzgórza leżą na terytorium hrabstw Gloucestershire i Oxfordshire, małe fragmenty również na terytorium Somersetu, Wiltshire, Warwickshire i Worcestershire.